# Adobe Prelude

Icono de aplicación Adobe Prelude, por Adobe System. 2020-2021.

Adobe Prelude es una herramienta desarrollada por Adobe Systems de ingesta y registro para etiquetar medios con metadatos para búsquedas, flujos de trabajo de postproducción y administración del ciclo de vida de las imágenes. Adobe Prelude también está diseñado para trabajar en estrecha colaboración con Adobe Premiere Pro. Es parte de Adobe Creative Cloud y está orientado a la edición profesional de videos solo o en grupo. El software también ofrece características como la creación en bruto.
Una función de transcripción de texto fue removida en diciembre de 2014.

## Historia
Desde 2012, Adobe Prelude fue una herramienta notable en preproducción de video. Adobe anunció el 23 de abril de 2012 que cerraría Adobe Onlocation y que Adobe Prelude sería lanzado el 7 de mayo de 2012. La producción de OnLocation se detuvo debido a la tendencia creciente en la industria hacia flujos de trabajo nativos sin cinta, sin embargo, la propia Adobe subraya que Adobe Prelude no es un reemplazo directo de OnLocation. Adobe OnLocation estaba disponible en CS5 pero no en CS6 y Adobe Prelude solo estabá disponible en CS6. Adobe todavía ofrece soporte técnico para OnLocation.
En 2021, Adobe anunció la suspensión de Adobe Prelude, comenzando por eliminarlo de su sitio web el 8 de septiembre de 2021. El soporte para los usuarios existentes continuará hasta el 8 de septiembre de 2024.

## Características
Tiene una plataforma abierta basada en XMP que permite la integración personalizada en muchas plataformas de edición de video, también cuenta con la posibilidad de realizar cortes ásperos, registrar datos de los vídeos y una gran capacidad de ingesta de imágenes, las cuales una vez ingeridas, puede duplicar, verificar o transcodificarlas.